# Société d'études occitanes
La Société d'études occitanes (Societat d'Estudis Occitans en occitan, ou S.E.O) est une association loi de 1901 fondée en 1930 par Joseph Anglade et Valère Bernard, dissoute en 1946. Son secrétaire général était Louis Alibert, élaborateur de la moderne norme classique de l'occitan. Cette graphie « alibertine », s'appuie à la fois sur les travaux de Joseph Roux, Antonin Perbosc et Prosper Estieu, sur la normalisation entreprise par Pompeu Fabra pour le catalan, et reprend certaines innovations de la norme mistralienne dont elle se veut la réforme. La S.E.O est en conflit avec l'Escòla Occitana sur la question de la graphie car malgré ses inspirations, la graphie d'Alibert s'éloigne de celle de Perbosc et Estieu. 
L'association ne connaît qu'une activité sporadique en raison de la disparition prématurée de ses deux premiers présidents et des déboires de la revue Òc dont elle reprend la publication. Durant le régime de Vichy, elle est plus active. En septembre 1941, elle envoie au ministre chargé de l’Instruction publique un mémoire rédigé par Louis Alibert concernant l’enseignement de la langue d’oc où il met en avant les publications de la S.E.O. parmi lesquelles sa Gramatica Occitana.
La Libération porte un coup aux activités de la S.E.O. Louis Alibert est emprisonné pour faits de collaboration, condamné à cinq ans de réclusion et à l’indignité nationale à vie. La compromission de la S.E.O. durant la guerre conduit à la création de l’Institut d'études occitanes (I.E.O) en 1945. La S.E.O est dissoute en 1946 et transfère ses actifs à l'I.E.O. 

## Présidents
- 1930 - 1930 : Joseph Anglade
- 1930 - 1936 : Valère Bernard
- 1936 - 1943 : André-Jacques Boussac
- 1943 - 1946 : René Nelli